# Уест Острейлиан
„Уест Острейлиан“ (на английски: The West Australian), често срещан и само като „Уест“ (The West) е австралийски всекидневен вестник, публикуван в Пърт, Западна Австралия.
Той е вторият най-стар издаван вестник в Австралия. Издаването на вестника започва през 1833 г. Всеки ден се продават близо 200 000 броя, а в събота – близо 370 000 броя.